# 日高靖仁
日高 靖仁（ひだか やすひと、1981年8月25日 - ）は、日本の実業家。株式会社オープンハウス・アーキテクト取締役。

## 来歴
福岡県出身。中央大学経済学部経済学科卒業。2004年4月：株式会社スタッフサービス・ホールディングス入社。
2009年6月：株式会社オープンハウス入社。2015年1月：株式会社オープンハウス・アーキテクト出向。2015年4月：同社 執行役員 経営企画部長。株式会社オープンハウス・ディベロップメント 執行役員。2017年10月：株式会社オープンハウス・アーキテクト常務執行役員 経営企画部長。2017年12月：同社 取締役 常務執行役員 経営企画部長。2020年1月：同社 代表取締役社長就任。
2023年2月17日：会議中椅子を蹴った上で「辞めれば?」「お前何してんの?」の暴言、営業部長の背後から首元を掴み、首根っこを押さえつけた件が『週刊文春』に掲載されパワハラであると批判された。同年3月20日、グループ執行役員からの辞任とアーキテクト社社長から取締役への降格が発表された。